# Scandinavisch Schiereiland
Het Scandinavisch Schiereiland is een schiereiland in Europa dat zich uitstrekt van Skåne in het zuiden tot aan de Noordkaap in het noorden. De ruggengraat van het schiereiland is het Scandinavisch Hoogland.
In het westen van het Scandinavisch Schiereiland bevindt zich de Noorse fjordenkust; in het zuiden bevinden zich de grote meren (Vänermeer en Vättermeer). Voor de kusten van het Scandinavisch Schiereiland liggen kleine rotseilanden, de scheren.
Op het Scandinavisch Schiereiland liggen Noorwegen en Zweden. Tevens hoort het noordwestelijke deel van Fins Lapland tot het schiereiland, echter is deze oostelijke begrenzing niet helemaal duidelijk. Soms wordt als oostelijke grens de landsgrenzen van Noorwegen en Zweden, met het schiereiland Kola en Fins Lapland, gezien.